# 魏文亮
魏文亮（1940年—），原名其坤，艺名“小怪物”，天津人，中华人民共和国相声演员，中国国家一级演员。为天津市政协委员，又曾任天津市曲艺协会理事、天津市相声研究会理事。

## 个人经历
原籍天津市东郊赤土村。他7岁登台演出，在东北走红，艺名“小怪物”。同年在锦州拜张文斌为师。1950年回津，1952年拜相声大家武魁海为师。1956年加入专业曲艺团体。他善于广采博取，融各家之长。他表演的主要特点是抖包袱火爆、干脆，技艺全面，功底扎实。说、学、逗、唱风格和特点独特。
在六十余年的艺术生涯中，他积极活跃在各地的舞台和电台，电视台上，被中国文联授予“德艺双馨艺术家”称号。他的作品在一些全国性的相声大赛中获奖。获奖作品有：《要条件》、《百花盛开》、《爱与美》、《二重唱》、《评剧新貌》、《两种态度》、《爱情之歌》等，特别是《要条件》被评为建国以来相声小段精品。他是一位在全国影响较大并深受观众喜爱的相声演员。 